# Acer scottiae
Acer scottiae é uma espécie de árvore do gênero Acer, pertencente à família Aceraceae.